# Dolnoslav, Plovdiv
Dolnoslav (în bulgară Долнослав) este un sat în comuna Asenovgrad, regiunea Plovdiv,  Bulgaria. 

## Demografie
Componența etnică a satului Dolnoslav
     Bulgari (70,72%)
     Nicio identificare (29,27%)
     Altele (0%)
La recensământul din 2011, populația satului Dolnoslav era de 304 locuitori. Din punct de vedere etnic, majoritatea locuitorilor (70,72%) erau bulgari. Pentru 29,27% din locuitori nu este cunoscută apartenența etnică.